# Gagarinia aureolata
Gagarinia aureolata är en skalbaggsart som först beskrevs av Lane 1950.  Gagarinia aureolata ingår i släktet Gagarinia och familjen långhorningar. Inga underarter finns listade i Catalogue of Life.